# ユリウス年
ユリウス年（Julius ねん、Julian year）は、主に天文学で使われる時間の計量単位である。その名のとおりユリウス暦による年に等しく、正確に 365.25 日 = 正確に31557600 秒である。なお、ここでの「日」とは厳密に86400 秒を指しており、平均太陽日（一日の長さ：LOD）や暦日ではない。
「ユリウス年」の呼称の由来は、ユリウス暦での平均暦年が365.25暦日であることによる。なお、ユリウス年は、ユリウス通日とは全く異なる概念であることに注意。
平均太陽年（約365.24218957 日 = 31556925.179 秒（2013年央値））や、グレゴリオ暦での平均暦年（正確に365.2425 日=正確に31556952 秒）を使うと、1ユリウス年は、約1.000021384 平均太陽年、約1.000020534 グレゴリオ暦平均暦年に当たる。

## 使用
ユリウス年は、主に天文学で使われる。国際天文学連合 (IAU) は、年をユリウス年で定義している。単位記号は a で、ラテン語 annum の略である。
天体の公転周期を年で現すとき、通常はユリウス年が使われる。また、1光年は真空中の光が1ユリウス年に進む距離であり、正確に9460730472580800 mである。

## ユリウス世紀
100ユリウス年（36525 日）をユリウス世紀（Julian century）という。1ユリウス世紀は、正確に3155760000 秒である。

### ユリウス世紀数
元期J2000.0からの経過日数をユリウス世紀単位で測った時間をユリウス世紀数（T）という。
ある日のユリウス世紀数は、次になる。
- ユリウス世紀数（T） = (ある日のユリウス日 - 2451545) / 36525

ユリウス世紀数は、天文学上の様々な理論において時間展開の引数として用いられる。